# 术语
术语（英語：term、terminology），又称技术名词、科学术语、科技术语或技术术语，是在特定专业学科中的专门用语，是其领域内某概念词语的指称。在专业范围内，一个术语表示单一的专门概念。研究术语的学科，称作术语学。
由于文化差异，不同语种间的翻译也常造成语义变化，因此国际上处理和协调术语工作组织为国际标准化组织属下的国际术语信息中心。
在一定条件下，某些术语可由专门意义引申出一般意义，而成为一般大众词语，例如“腐蚀”“消化”等。

## 简单分类
- 简单术语：只有一个词根的术语。如声、光、电。
- 复合术语：由两个或更多词根构成的术语。如声波、光束、电压、电压表。
- 借用术语：取自另一语种或另一专业领域的术语。
- 新术语：为某个概念创立的新的术语。

## 选择和构成要求
1. 单名单义性：又称精准性。在创立新术语之前应先检查有无同义词，并在已有的几个同义词之间，选择能较好满足对术语的其他要求的术语。
2. 顾名思义性：又称透明性。术语应能准确扼要地表达定义的要旨。
3. 简明性：信息交流要求术语尽可能的简明，以提高效率。
4. 派生性：又称能产性。术语应便于构词，特别是组合成词组使用的基本术语更应如此。基本术语越简短，构词能力越强。
5. 稳定性：又称一致性。使用频率较高、范围较广，已经约定俗成的术语，没有重要原因，即使是有不理想之处，也不宜轻易变更。
6. 合乎语言习惯：术语要适合语言习惯，用字遣词，务求不引起歧义，不要带有褒贬等感情色彩的意蕴。